# Chlebnice
Chlebnice – wieś (obec) w powiecie Dolný Kubín na Słowacji, na słowackiej Orawie. Znajduje się na Pogórzu Orawskim, w dolinie Chlebnickiego potoku i jego dopływów. Do Chlebnic można dojechać drogą od wsi Dlhá nad Oravou. W Chlebnicach droga ta kończy się ślepo. 

## Zabytki
- Kościół rzymskokatolicki Wniebowzięcia Najświętszej Maryi Panny, jednonawowy, pierwotnie barokowy z wielokątnym wykończeniem prezbiterium i wieżą z 1753 r. Kościół został powiększony w latach 1760-1764 i znacznie przebudowany[5]
- Kaplica św. Vendelína, prosty klasycystyczny budynek na planie kwadratu z początku XIX wieku. Jest to murowany z cegły budynek z gładką fasadą i namiotowym dachem[6]

## Galeria

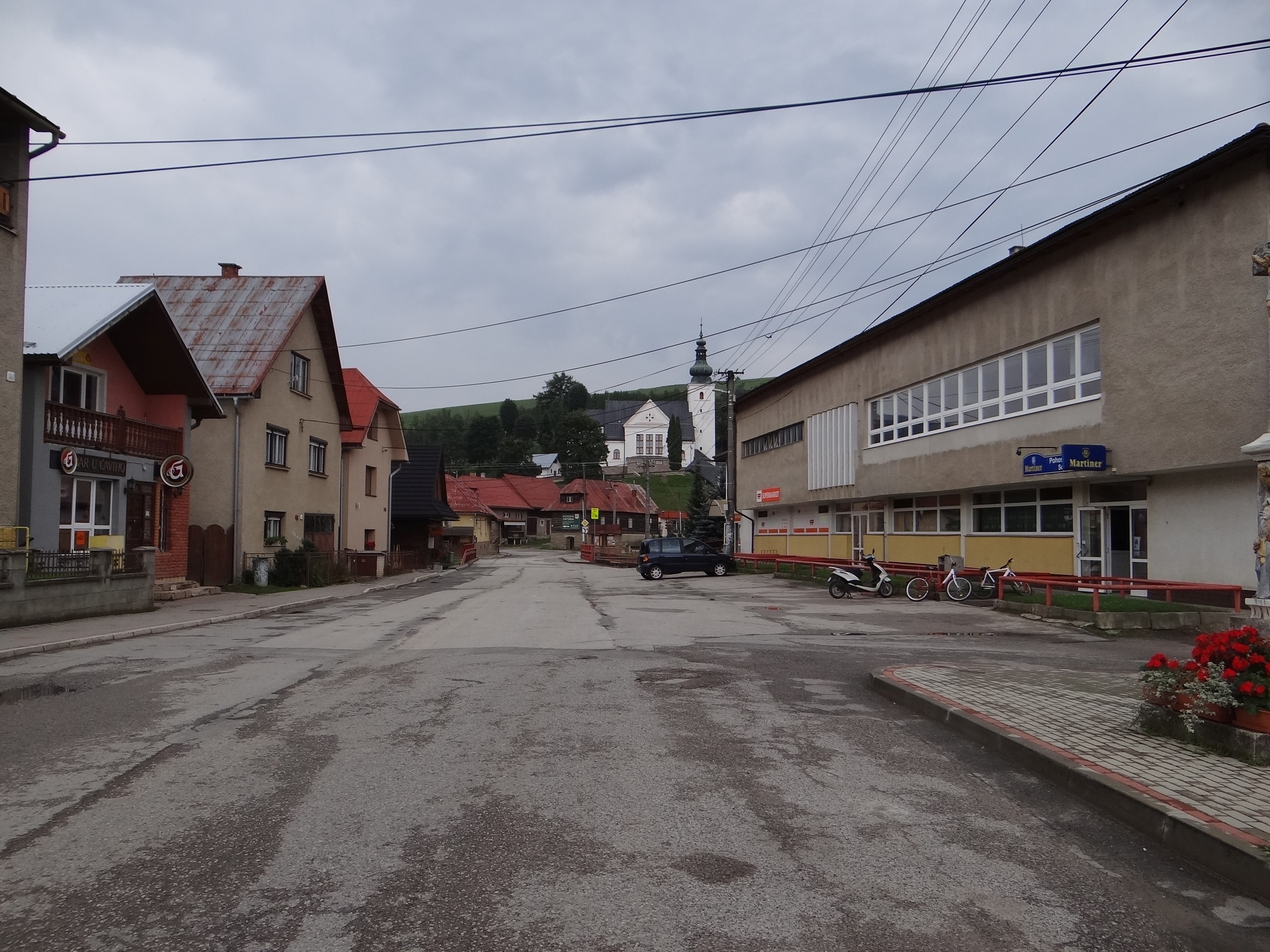
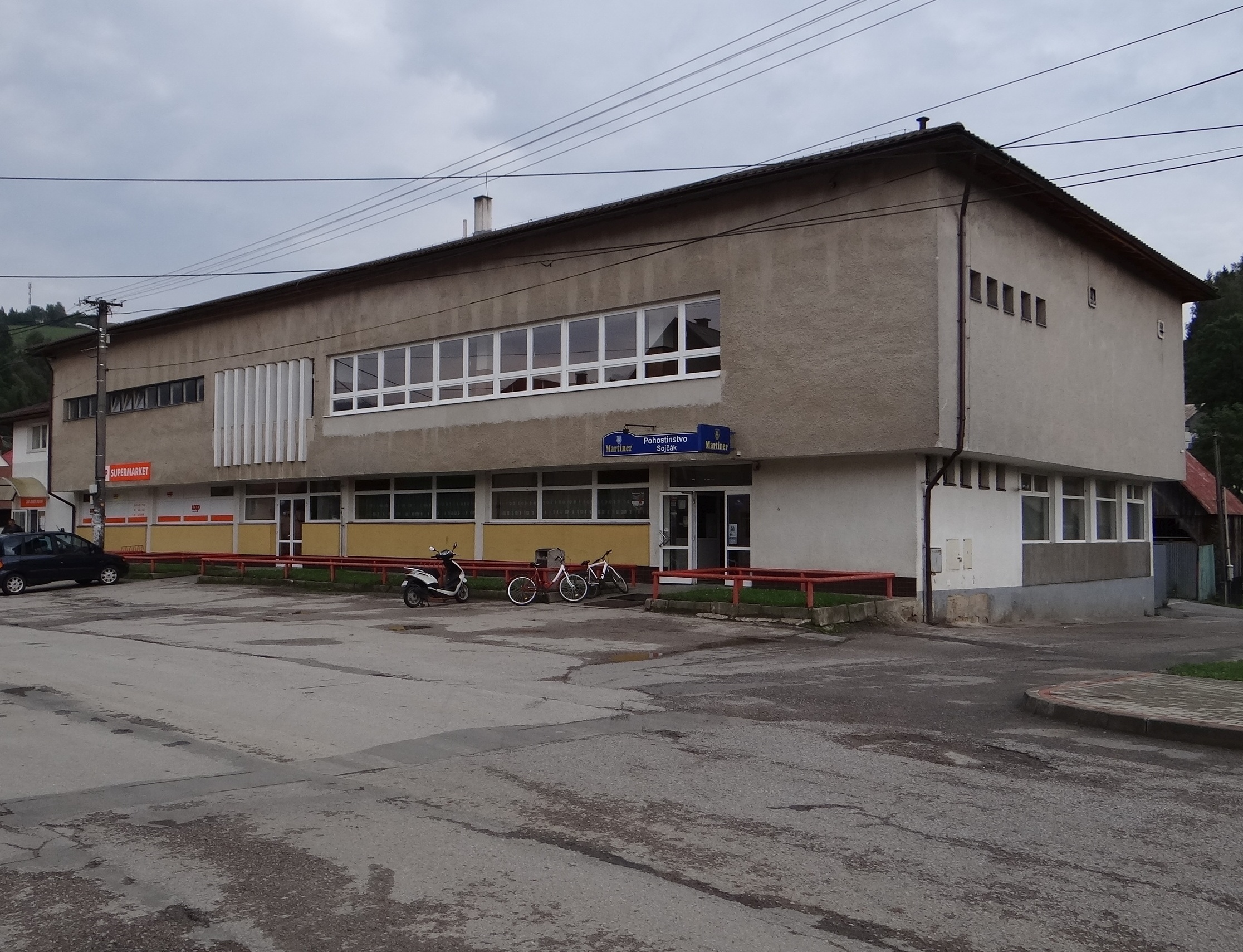
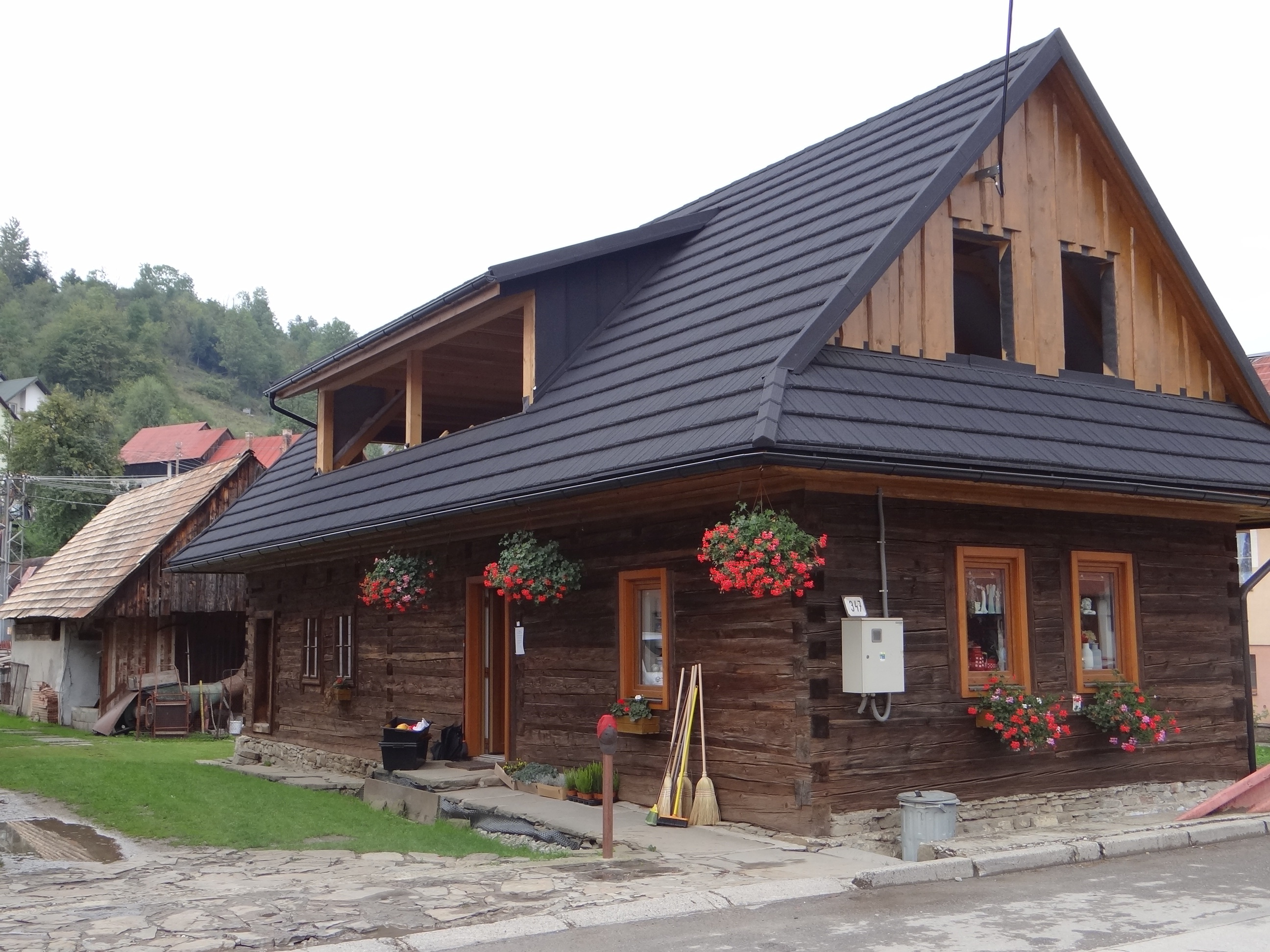
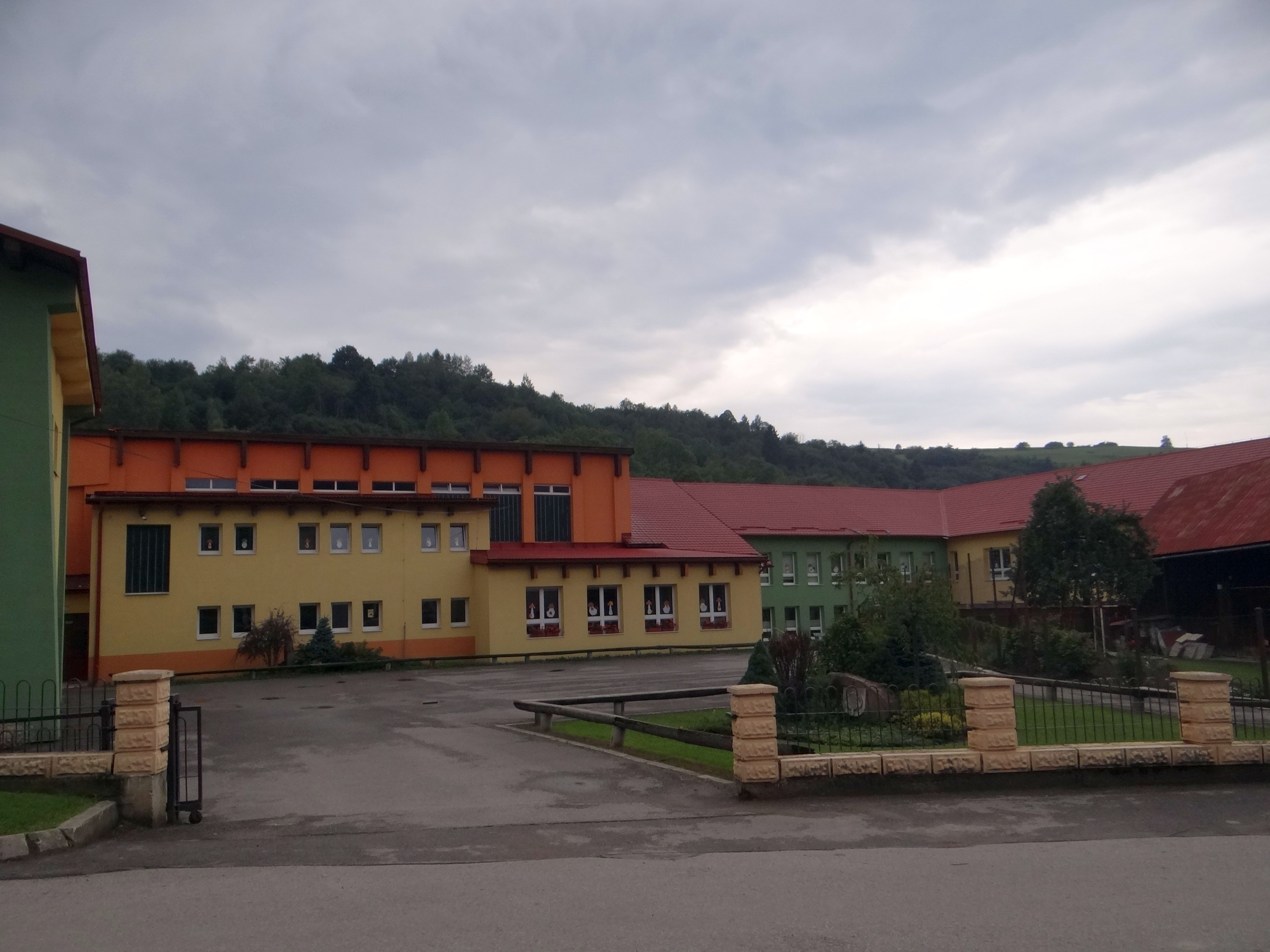
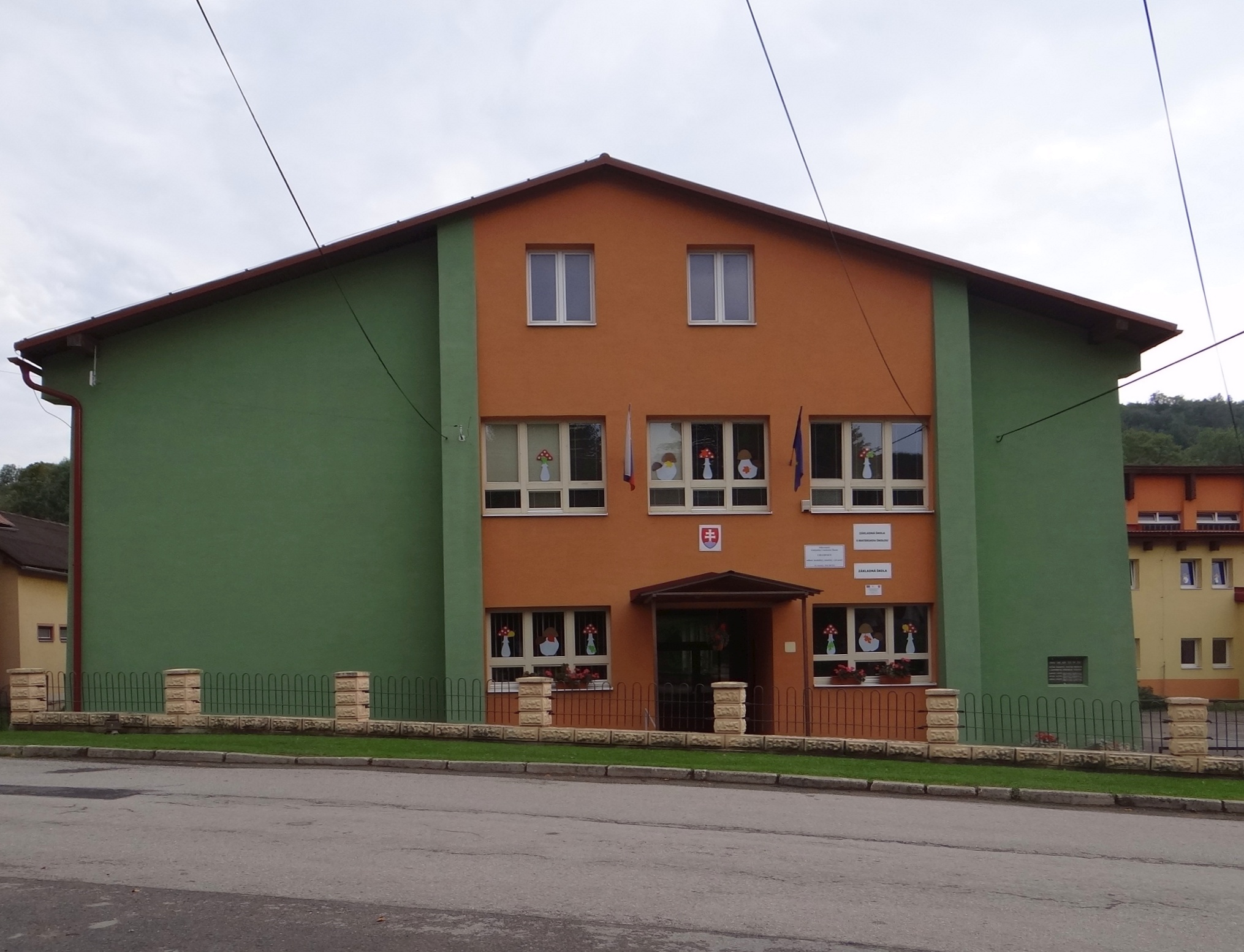
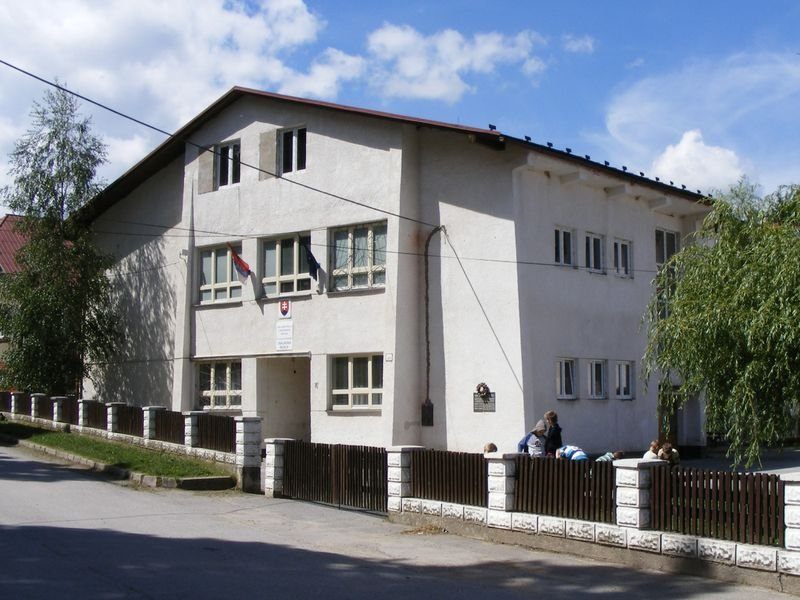